# Lyle Ritz
Lyle J. Ritz (* 10. Januar 1930 in Cleveland, Ohio; † 3. März 2017) war ein US-amerikanischer Jazz- und Studiomusiker (Kontrabass, Ukulele). Er gilt als „Vater der Jazz-Ukulele“.

## Werdegang
Ritz, der an über 5000 Aufnahmesessions beteiligt war, arbeitete zu Beginn seiner Karriere in einem Musikgeschäft in Los Angeles. Dort erkannte er in den 1950er-Jahren die Möglichkeiten der Ukulele. Nach Ableistung des Militärdienstes im Koreakrieg, wo er in einer Army-Band Tuba spielte, entdeckte ihn Barney Kessel, der zu dieser Zeit für Verve Records an der Westküste tätig war; Kessel bot Ritz einen Plattenvertrag an. 1957 legte er (im Trio mit Red Mitchell und Gene Estes) die LP How About Uke? vor, gefolgt von 50th State Jazz (1959, u. a. auch mit Joe Mondragon, Paul Horn, Don Shelton); die beiden Alben waren vor allem in Hawaii erfolgreich. In den folgenden Jahren arbeitete er als Bassist bei der Studioformation Wrecking Crew, die bei zahllosen Plattensessions im Raum Los Angeles bis in die frühen 1980er-Jahre wirkte, zu hören etwa bei Herb Alperts Hit Taste of Honey, The Righteous Brothers’ You’ve Lost That Lovin’ Feelin’ und dem Beach-Boys-Song Good Vibrations, ferner bei Aufnahmen von Sonny & Cher, The Monkees, Dean Martin und Linda Ronstadt. Daneben wirkte Ritz auch bei Filmmusiken wie Dieses Land ist mein Land (1976), Face the Music (1979) und No Drums, No Bugles (1972) mit. In seinen späteren Jahren kehrte er zur Ukulele zurück, nahm noch mehrere Alben auf und lebte in Portland (Oregon). Nach Angaben des Jazz-Diskografen Tom Lord war er von 1957 bis 2007 an 44 Aufnahmesessions beteiligt.